# Chaetopleurophora bohemani
Chaetopleurophora bohemani är en tvåvingeart som beskrevs av Becker 1901. Chaetopleurophora bohemani ingår i släktet Chaetopleurophora och familjen puckelflugor. Inga underarter finns listade i Catalogue of Life.